# Koncový mozek

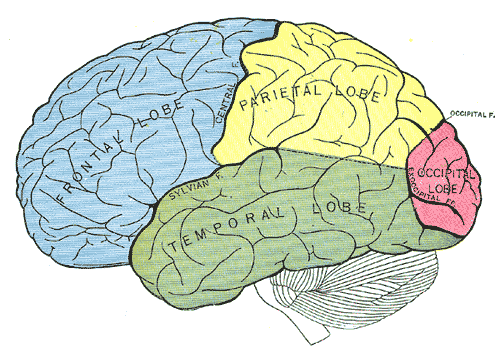
Laloky mozkové kůry.

Koncový mozek (také velký mozek, latinsky: telencephalon) tvoří u člověka zdaleka největší oddíl centrální nervové soustavy (CNS), ale také u ostatních savců zabírá větší díl hlavového oddílu CNS. Vývojově je nejmladší částí CNS. Skládá se ze dvou polokoulí (hemisfér), které jsou spojeny vazníkem (corpus callosum). Povrch koncového mozku je pokryt pláštěm (pallium), který je tvořen mozkovou kůrou (cortex cerebri). Hemisféry obsahují postranní komory, které komunikují otvory s III. komorou uloženou v mezimozku. Skrze mokovod (aquaductus Sylvii) je III. komora propojená se IV. komorou v zadním mozku a míšním kanálem v páteřní míše. Systémem komor cirkuluje mozkomíšní mok. (liquor)
Mozková kůra člověka se dělí na lalok (lobus) čelní, temenní, spánkový, týlní a insulu, které se skládají ze závitů (gyrus) a ty jsou od sebe odděleny zářezy (sulcus). Studium mikroskopické stavby každé korové oblasti (cytoarchitektonika) a základních spojů (myeloarchitektonika) dovoluje zmapovat mozkovou kůru. Někteří savci (např. krysa) nemají gyrifikaci (zvrásnění mozkové kůry do závitů), ale povrch jejich mozku je hladký. Jedná se o tzv. lisencephalony.
Vnitřek koncového mozku obsahuje bílou hmotu (ze svazků axonů neuronů) a okrsky šedé hmoty (těla neuronů), které jsou v české terminologii označována (bazální ganglia).

## Oddíly koncového mozku

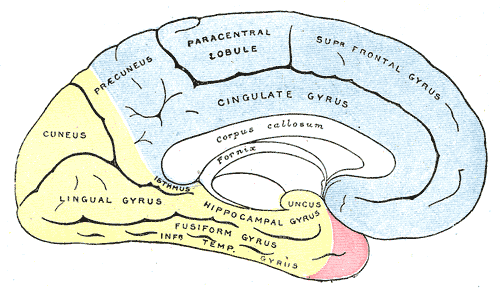
Závity mediální a bazální plochy hemisféry.

Anatomicky má koncový mozek tyto oddíly:

Závity a zářezy laterální plochy hemisféry.

Závity laterální plochy hemisféry.

Mediální plocha hemisféry.

1. Mozková kůra (neopallium, neocortex)
2. Bazální ganglia
3. Limbický systém (allocortex) - dříve označovaný jako čichový mozek (rhinencephalon).